# リベラル教育
リベラル教育(liberal education)は、自由な（Latin: liber）人間の育成に適した教育システムまたはコースである。それは、ヨーロッパ中世の大学のリベラルアーツの概念、または今日ではより一般的に、啓蒙時代のリベラル主義に基づいていると言われる。 それはアメリカ大学協会により、「幅広い知識と移転可能なスキル、そしてより強い価値観、倫理、市民的な関与を有した個人に力を与える教育の哲学…重要な問題との困難だがやりがいのある遭遇、そして特定のコースや研究分野よりもより多くの学習の道筋」であると説明されている。   通常、グローバルで多元的な範囲で、少なくとも1つの学問分野での詳細な研究に加えて、複数の分野と学習戦略への幅広い露出を提供する一般的な教育カリキュラムを含めることができる。リベラル教育は、19世紀にジョン・ヘンリー・ニューマン、トーマス・ハクスリー、F・D・モーリスなどの思想家によって提唱された。ウィルフレッド・グリフィン・イーディ卿は、リベラル教育を、価値観を教えることで、それ自体のための教育であり、個人的な豊かさであると定義した。リベラル教育の衰退は、よく第二次世界大戦中の動員に起因するとされている。数学、科学、技術のトレーニングに重点を置いた奨学金と重点政策は、高等教育研究のリベラルな概念からのシフトを引き起こした。しかし、それは20世紀半ばに米国の多くの学部教育の中心となり、「一般教育」への動きで目立つようになった。

## 定義
アメリカ科学振興協会は、リベラル教育を次のように説明している。
「理想的には、リベラル教育は、地方色、ドグマ、先入観、そしてイデオロギーにとらわれることなく、自由に自分たちの意見や判断を考え、自分たちの行動を反省し、社会や自然の世界の中で自分たちの立ち位置を意識するような人たちを育てること」と説明している。 Liberally educated people are skeptical of their own traditions; they are trained to think for themselves rather than conform to higher authorities.
また、学外のコミュニティサービス、インターンシップ、研究、留学を通じて「積極的な市民権」を育んでいる。 
一部の教員は、「市民参加」に向けたこの動きを、従来の教室での教育よりも教育学的に強力であると考えているが、反対派は、学術機関内で行われる教育は純粋に知的で学術的でなければならないと主張している。
リベラル教育は、古典、文学、人文科学、道徳的美徳の教育を組み合わせたものである。
現代的な意味でのリベラル教育という用語は、リベラルアーツ教育と混同されるべきではない。後者は学問的主題を扱い、前者はイデオロギー的主題を扱っている。
実際、リベラルアーツ教育には必ずしもリベラル教育が含まれているわけではなく、リベラルアーツプログラムは職業プログラムと同じくらい専門的である場合もある。
実践的な目的のために、リベラル教育は、学者を除いて、今日のリベラルアーツ教育と実際に区別されていない。
学生が自分のキャリアに備えるために受けている専門教育および職業教育とは違って、リベラル教育は学生が余暇を役立てることができるように手助けする。
そのような教育は、個人が生活の中での心の内の葛藤や対外的な問題を乗り越えるのを手助けする。

たとえば、リベラル教育は、生徒が自己意識を持ち、自分の行動や動機を認識できるようにすることを目的としている。個人はまた、他の信念や文化に対してより思いやりを持つようになる。『リベラルアーツ教育の価値』(The Value of a Liberal ArtsEducation)の著者であるジェイムズ・エンゲルによると、「リベラル教育は、教育を受けた思慮深い市民に枠組みを提供しいる」という。

## 歴史
リベラル教育の定義は広く、一般化されており、時には矛盾していることもある。「それは最も長きに渡り、しかも同時に変化しやすい学問的伝統である。」アクセルロッド、アニセフ、そしてリン は、リベラル教育の概念は古代ギリシャの教授法に根ざしていることを示唆している。
奴隷所有コミュニティは、奴隷と解放奴隷に分かれている。自由人は、主に市民としての権利と義務に関心を持ち、社会における自分の位置を認識しているバランスの取れた市民を生み出す、専門に特化せず、職業にも特化しない教養教育を受けていた。同じ時代に、ソクラテスは、教義を信じさせるのではなく、理性を通して自分の意見を形成するという人間の勤めを弟子たちに強く教え、個人主義の重要性を強調した。こうして、古典的なアテネの教育は、心と体の発達の間のバランスを提供するものであった。
もう一つの可能性は、リベラル教育が中国の周王朝にまでさかのぼるということである。周王朝では、儒教の教えは、礼節、道徳、社会秩序に焦点を当てていた。
ヘェルナーはまた、イエスがリベラルな教育者だったといい、「彼は自分自身で考え、責任ある市民であることができる自由な人について話していた」ことを指摘する。しかし、リベラル教育は依然として一般的にギリシャ人にまでさかのぼれる。
リベラル教育は中世初期の野蛮主義の間に抑圧たが、特にアリストテレス哲学の再出現により、11世紀と12世紀に再び注目されるようになった。13世紀と14世紀には、狭い精神性に対する反発が見られ、教育者は神ではなく人間に焦点を合わせ始めるようになった。このヒューマニストのアプローチは、理性、自然、美学を支持した。古典と人文科学の研究は14世紀にゆっくりと復調し、古代ギリシャ語とラテン語の両方の研究が増加した。15世紀と16世紀には、リベラル教育は主に古典に焦点を当てていた。しかし、庶民は古典を勉強することにあまり熱心ではなかったので、代わりに彼らは自国語や文学、そして科学も取り入れた。少なくとも20世紀まで、ヒューマニストと古典主義の両方の影響がリベラル教育に残り、進歩主義教育の支持者もヒューマニストの哲学を受け入れた。
古典の研究は、グレート・ブックスプログラムの形で続けられた。ロバート・メイナード・ハッチンスが、このプログラムをシカゴ大学に持ち込んだ。ハッチンズが辞任すると、大学はプログラムを廃止したが、それをアレンジしたバージョンはまだシマーカレッジに存在している。
リベラル教育は西洋文化の中の運動であるが、他の地域でも影響力を持っている。たとえば、日本の大正時代の一般自由主義時代では、1920年代にリベラル教育に基づいた多くの学校が設立されたリベラル教育運動があった。大正自由教育運動を参照のこと。

## 専門教育との関係
リベラル教育と専門教育はしばしば別々の道とみなされてきた。ドイツの大学は19世紀に専門的な教育に移行し、まだリベラル教育を追求していたアメリカの学生とは異なり、ドイツの学生は1年目または2年目に専門的なコースを受講し始めた。
20世紀初頭、アメリカのリベラルアーツカレッジでは、まだ学生に共通のカリキュラムを受講させたが、公立大学では、最初の2年間の一般教育コースを受講した後、学生はより実践的なコースに進むことができた。世紀の半ばに専門知識の重要性が増すにつれて、大学は特定の専攻に必要な一般教育コースに対する必要な一般教育コースの比率を調整し始めた。
シカゴ大学のマーサ・ヌスバウム教授が指摘するように、標準化されたテストは技術的知識を磨くことに重点を置いており、その定量的で多肢選択式の性質により、教室での暗記が促進されることになる。同時に、そのような方法ではテストできない想像力や批判的思考などのヒューマニズムの概念は、大学のカリキュラムから消えつつある。
米国の大学卒業生の30％は、最終的にはまだ存在しない仕事で働く可能性があると言われている。
したがって、リベラル教育の支持者は、高等教育はますます複雑化する労働市場に向けて学生を準備させる必要があると主張している。リベラル教育は、狭く設計された技術コースを提供するのではなく、学生が急速に変化する労働力に適応できるようにする批判的思考と分析のスキルを育成するという。
リベラル教育におけるキャリア志向のコースへの動きは、ジャーナリズムコースが文体の練習と歴史的なジャーナリズムの読み取りと分析を組み合わせたダートマス大学のような場所で始まった。
1997年に発表されたアメリカのCEOの調査によると、雇用主は、就職の短期的な結果に関心を持っていた大学生とその両親よりも、適応性などの教育の長期的な結果に焦点を当てている。

## リベラル教育の提供
ロネル・B・エスクィベルは、米国の学生の4％にリベラル教育を提供している大学はわずか8％であると述べている。
リベラル教育は、第一次世界大戦前、第二次世界大戦後、そして1970年代後半の工業化と社会的関心が大きく変化した時期に、おそらく学部カリキュラムの過度の専門化に対する反応として、米国で3回復活した。現在、雇用主、保護者、政府からの圧力により、教育機関で提供される教育の種類が定義されている。そのような傾向は、アメリカで提供される教育の役割を縮小した。大学は現在、学生を労働力に備えることを唯一の目的として教育を提供している。この考えは、学生が高等教育をどのように見るかに影響を与えたリベラル教育の信頼性に悪影響を及ぼした。
負の影響は、「...幅広い知識と移転可能なスキル、およびより強い価値観、倫理、市民の関与を持つ個人に力を与える教育の哲学...」というリベラル教育の大元の精神から乖離してしまって、特定の教科や訓練に焦点を当てこれさえやっていれば、リベラル教育だというふうに思い込んでしまうことである。政治家は、大学で提供される教育がどのようなタイプのものであるべきかに影響を与えてきた。
これらの政治家は最近、高等教育機関に莫大な圧力をかけている大学のための資金を削減してきている。資金不足により、多くの人がリベラルアーツのカリキュラムを放棄した。
そのため、大学は職業教育を提供するのに役立つカリキュラムを提供することを余儀なくされている。バランスの取れた教育システムを維持するための資金がないため、アメリカの大学はリベラルな価値観に重点を置いていない教育を提供している。
リベラル教育の消滅は、リベラルアーツカレッジにまでさかのぼることができる。学生は高等教育をキャリアの準備と見なし始めている。これはその後、大学の自然淘汰につながっていく。明らかに、社会を改善する目的で個人を強化するように指示する教育を受けるという考えは、現在の要求を満たすものではない。したがって、結果として、リベラルアーツカレッジは、リベラル教育を提供することに重点を置くとともに減少している。
中国の大学は1920年代から1940年代にかけてリベラルなカリキュラムを実施し始めたが、1949年に中華人民共和国が設立されると専門化された教育に移行した。1990年代の高等教育改革ではリベラルな教育に戻った。2000年、北京大学が学部生にリベラル教育カリキュラムを提供し始め、続いて全国の他の高等教育機関が追随している。香港では、香港中文大学は1960年代に大学が設立されて以来、大学制度を導入しており、それ以来、中華圏での一般教育に重点を置いていることで知られている。
インドのいくつかの大学は、教養教育の提供を開始した。アーメダバード大学は 、研究と学際的学習に焦点を当て たリベラル教育を学生に提供するそのような若い大学の1つ である。

## 推奨文献
- Hughes, Thomas. "What is a Liberal Education?," The American Catholic Quarterly Review, Vol. X, January/October 1885.